# Ноа Скоко
Но́а Ско́ко (хорв. Noa Skoko; нар. 12 січня 2006, Манчестер) — хорватський футболіст, півзахисник клубу «Хайдук» (Спліт).

## Клубна кар'єра
До 2022 року виступав за футбольну академію австралійського клубу «Норт Джелонг Ворріорз», після чого приєднався до системи хорватського клубу «Хайдук» (Спліт). В сезоні 2022–23 в складі молодіжної команди «Хайдука» дійшов до фіналу Юнацької ліги УЄФА. 11 жовтня 2023 року англійська газета The Guardian назвала його одним з 60-ти найкращих футболістів світу 2006 року народження.
9 лютого 2024 року підписав контракт з «Хайдуком» до 2028 року. 27 квітня 2024 року дебютував в основному складі «Хайдука» в матчі Хорватської футбольної ліги проти «Рудеша», вийшовши на заміну Яссіну Бенрау.

## Кар'єра в збірній
Виступав за збірні Хорватії до 17, до 18 і до 19 років. В травні 2023 року виступав за збірну до 17 років на юнацькому чемпіонаті Європи в Угорщині. На турнірі зіграв 3 матчі, а хорвати не вийшли зі своєї групи, посівши 3-тє місце.

## Особисте життя
Його батько, Йосип, в минулому професіональний футболіст, відомий виступами за збірну Австралії.

## Статистика виступів
Станом на 10 серпня 2025 
| Клуб              | Сезон             | Чемпіонат         | Чемпіонат | Чемпіонат | Кубок | Кубок | Єврокубки | Єврокубки | Всього | Всього |
| Клуб              | Сезон             | Дивізіон          | Матчі     | Голи      | Матчі | Голи  | Матчі     | Голи      | Матчі  | Голи   |
| ----------------- | ----------------- | ----------------- | --------- | --------- | ----- | ----- | --------- | --------- | ------ | ------ |
| Хайдук (Спліт)    | 2023–24           | ХФЛ               | 3         | 0         | 0     | 0     | 0         | 0         | 3      | 0      |
| Хайдук (Спліт)    | 2024–25           | ХФЛ               | 0         | 0         | 1     | 0     | 0         | 0         | 1      | 0      |
| Хайдук (Спліт)    | 2025–26           | ХФЛ               | 1         | 0         | 0     | 0     | 2         | 0         | 3      | 0      |
| Всього за кар'єру | Всього за кар'єру | Всього за кар'єру | 4         | 0         | 0     | 0     | 2         | 0         | 7      | 0      |

1. ↑  Матчі в Лізі конференцій УЄФА